# Quinto Fabio Máximo (cónsul 45 a. C.)
Quinto Fabio Máximo (en latín, Quintus Fabius Q. f. Q. n. Maximus; m. 31 de diciembre de 45 a. C.) fue un político y militar romano de la época final de la República romana. Fabio Máximo era miembro de una familia patricia, la gens Fabia y nieto de Quinto Fabio Máximo Alobrógico.

## Carrera política
Procesó junto con Marco Celio Rufo en el 59 a. C. a Cayo Antonio Híbrida por extorsión en su provincia de Macedonia. Aunque Marco Tulio Cicerón ejerció como abogado defensor de Híbrida, Fabio Máximo y Celio Rufo consiguieron que se le condenara.
Tras haber servido como legado en la Galia durante la guerra de las Galias, Fabio Máximo eligió el bando de su antiguo comandante cuando estalló la guerra civil entre Cayo Julio César y Cneo Pompeyo Magno. Fue enviado a la cabeza de una avanzadilla a Hispania para combatir a las fuerzas pompeyanas allí estacionadas, y tras la batalla de Munda, César lo recompensó con un triunfo y con el consulado sufecto junto a Cayo Trebonio tras la abdicación del propio César, en septiembre del 45 a. C. Fabio Máximo murió el 31 de diciembre del 45 a. C., el último día de su consulado, y fue sustituido durante las horas restantes del año por Cayo Caninio Rebilo.

## Descendencia
Sus hijos fueron Paulo Fabio Máximo, cónsul en el año 11 a. C. y Africano Fabio Máximo, también cónsul en 10 a. C.. Tuvo una hija llamada Fabia Paulina.